# Maria Oleart i Font
Maria Oleart i Font, amb el pseudònim d’Oleart de Bel, (Barcelona, Barcelonès, 29 de maig de 1929 - Alella, 6 de febrer de 1996) va ser una poetessa i narradora catalana.

## Biografia
La seva infantesa la passà al Masnou, on es traslladà la seva família poc després del seu naixement. A l'escola descobrí la llengua i la literatura a través de les cançons i les rondalles populars. Tant el seu pare com la seva mare influïren en la seva vocació literàriaː Gumersind Oleart i Pilar Font. Casada amb l'escultor Tomàs Bel, va tenir dos fills, Tomàs, psicòleg i també escultor, i la també escriptora Joana Bel Oleart.
Autora d'una breu però intensa obra poètica, la poesia de Maria Oleart bascula entre l'austeritat i el lirisme, la realitat i la il·lusió, el desengany i l'esperança. També ha fet alguna incursió en el món de la narrativa i ha escrit obres de literatura infantil. El 2007 es va publicar una antologia seva, titulada Jo pregunto, amb postfaci de Montserrat Abelló i Soler. Va col·laborar en revistes, va participar en associacions de cultura i literatura catalanes. Va mantenir col·laboracions habituals en mitjans de comunicació, i en revistes científiques i culturals. Va participar en la revista Alella com a membre del consell de redacció. Entre el 1982 i el 1988 presidí l'Institut de Projecció Exterior de la Cultura Catalana. També és cofundadora de l'associació Josep Narcís Roca i Ferreres, i membre de l'AELC i del PEN Club Internacional. Oleart també va destacar per la seva participació activa en la vida pública i associativa catalana.

## Publicacions[7][5]
- La mort i altres coses (1965)
- Enllà (1974)
- Solitud (premi Caterina Albert 1980)
- M'empasso pols quan beso la terra (1983)
- Les onades (1987)
- Contes estrafets (premi Don-na de narrativa 1989)
- Versos a Anaïs (1989)
- Solitud (1991)
- La màgia de les espelmes (1991)

## Premis[5]
- "Premi Víctor Català" als Jocs Florals de la Llengua Catalana de Lausana (1976)
- "Flor Natural" als Jocs Florals de la Llengua Catalana de Múnic (1977)
- "Premi Don-na" (1988), per Contes estrafets
- "Premi Caterina Albert i Paradís" (1989)